# CBS Building
Het CBS Building, ook bekend als het Columbia Broadcasting System Building, is een wolkenkrabber in New York. De bouw van de kantoortoren, die staat aan 51 West 52nd Street, begon in 1961 en werd in 1965 voltooid door George A. Fuller Co.

## Geschiedenis
Het stuk grond aan 6th Avenue tussen 52nd en 53rd street, de locatie van het CBS Building, werd in 1960 door de CBS Corporation gekocht voor hun nieuwe hoofdkantoor. Eero Saarinen werd aangenomen om het gebouw te ontwerpen. Toen Saarinen plotseling stierf in 1961, namen onder andere Kevin Roche en John Dinkeloo de leiding over. Op 21 oktober 1997 werd het gebouw tot een New York Landmark benoemd.

## Ontwerp
Het CBS Building is 149,66 meter hoog en telt 38 verdiepingen. Het heeft een plattegrond van ongeveer 41 bij 49 meter en totale oppervlakte van 76.180 vierkante meter. Het beslaat ongeveer 60% van het verzonken plaza, dat ongeveer 61 bij 66 meter meet. Het plaza ligt circa 1 meter onder het trottoir langs 6th Avenue en loopt in oostelijke richting schuin naar beneden.
De verticaliteit van het gebouw wordt geaccentueerd door de driehoekig uitstekende pijlers, die over de gevel lopen. De holle pijlers zijn bekleed met ongepolijst, Canadees, zwart graniet, dat 75% van het gebouw bekleed en een gewicht heeft van ruim 3,7 miljoen kilo. De pijlers verdelen de gevel in verticale stroken van afwisselend 1,5 meter steen en 1,5 meter grijs getint glas. De oostelijke en westelijk façade bevatten 12 van zulke stroken, de bredere noord en zuid gevel bevatten er 15.
Het gebouw bevat 14 ingangen, zeven ingangen aan 52nd street en zeven aan 53rd street. De ingangen passen precies tussen twee granieten pijlers in en komen in drie types voor: een ingang met één deur, een ingang met twee deuren en een draaideur. De lobby is bekleed met wit travertijn en bevat donkere granieten zuilen.